# Hoodia gordonii
Espèce
Classification phylogénétique
Statut CITES
Hoodia gordonii est une espèce de plantes à fleurs appartenant au genre Hoodia et à la famille des Apocynacées, originaire du désert du Kalahari.
Hoodia gordonii est connu pour être un coupe-faim naturel consommé en particulier par les San de Namibie.
Pour le moment sans validation scientifique, la consommation de nutriments à base de poudre de hoodia pour lutter contre l'obésité est controversée.

## Description
C'est une plante succulente épineuse haute de 50 cm environ, ayant l'apparence d'un cactus, avec des tiges anguleuses ornées de rangées régulières d'épines brunes.
Les fleurs, de 80 à 100 mm de diamètre, ont une corolle soudée à cinq lobes, de couleur pourpre clair.

## Aire de répartition
Cette espèce est originaire d'Afrique australe : Afrique du Sud (province du Cap, État libre d'Orange) et Namibie. Elle fait partie de la riche flore du karoo de succulents.
C'est une plante rare et protégée (inscrite depuis janvier 2005 à l'annexe II de la CITES comme toutes les espèces du genre Hoodia).

## Histoire duHoodia gordonii
L'utilisation du Hoodia par les populations indigènes d'Afrique du Sud est connue depuis longtemps. Le Hoodia y est principalement utilisé comme médicament contre l'indigestion et les petites infections. Les chasseurs qui partent en chasse loin du village pour de longs voyages les utilisent également comme coupe-faim depuis des milliers d'années[Quand ?].
Ce n'est pourtant que dans les années 1960 que le conseil pour la recherche scientifique et industrielle d'Afrique du Sud (CSIR) a commencé les études. Après 30 ans de recherches, la molécule active (P57) a été isolée et, en 2001, le CSIR a finalement concédé les droits de développement de la molécule et la mise en route d'un système de production durable à la société britannique Phytopharm en échange de redevances pour les bushmen de la tribu San à l'origine de la découverte de la plante.
En parallèle, le gouvernement sud-africain a décidé de protéger le Hoodia gordonii qui est une plante rare. En octobre 2004, la CITES (Convention on International Trade in Endangered Species of Wild Fauna and Flora) a renforcé la protection du Hoodia gordonii en ajoutant qu'il ne pouvait être exporté en tant que produit amaigrissant et que seuls restaient autorisés les échanges scientifiques vers les collections ou pour constituer des herbiers.

## Étude clinique
En 2001, Phytopharm a fait une étude clinique en double aveugle. Les participants à l'étude ont été divisés en deux groupes : un groupe a reçu du P57 et l'autre a reçu un placebo. Les deux groupes ont continué leur vie habituelle.
Résultats :
- Le groupe P57 a vu une baisse significative de son surpoids avec une baisse de son apport calorique quotidien (1000 calories de moins par jour que le groupe témoin) sans effet secondaire.

## Mode de fonctionnement du P57
Quand on mange, la glycémie augmente ; le cerveau en est averti et émet un signal de satiété. Le Hoodia contient une molécule 10 000 fois plus active[pas clair] que le glucose. Le signal arrive donc immédiatement au cerveau et coupe l'envie de manger.
À la différence de l'éphédrine qui permet de « brûler » plus vite ses calories mais qui a des effets secondaires potentiellement dangereux, le Hoodia agit comme un leurre sans effet secondaire et sans mettre l'organisme en situation de surchauffe.
Avec ces résultats, Phytopharm s'est alors associé au géant Pfizer pour développer et commercialiser le Hoodia à l'échelle mondiale mais Pfizer n'a pas réussi à synthétiser la molécule et considérant que le produit n'était pas exploitable de façon industrielle, a abandonné les recherches en 2002. En effet, seul le Hoodia poussant dans sa région d'origine contient la molécule active. Des essais de culture dans d'autres régions n'ont rien donné. De plus, seule la chair de Hoodia gordonii frais serait efficace, ce qui empêcherait toute fabrication de comprimés.
En décembre 2004, Unilever a tout de même signé un accord avec Phytopharm pour reprendre les études sur le Hoodia Gordonii et l'intégrer à ses produits de régime à partir de 2008.

## Hoodiaet marketing
En novembre 2004, la chaîne américaine CBS a diffusé un documentaire intégralement consacré au Hoodia gordonii dans son émission vedette « 60 minutes ». Les journalistes y ont testé le produit et expliqué qu'à la suite de l'absorption d'un peu de Hoodia (la quantité d'une demi-banane), ils n'avaient plus faim du tout pendant les 24 heures qui suivaient.
De nombreuses sociétés ont récemment profité du battage médiatique fait autour du Hoodia gordonii en proposant des produits censés contenir la fameuse molécule mais, après analyse, il se trouve que la majorité de ces produits ne contient aucune trace de Hoodia gordonii, le plus souvent il s'agissait d'autres espèces de Hoodia ne contenant pas le principe actif mais permettant d'indiquer sur la boîte en toute légalité « contient du Hoodia ». De plus, il semblerait que seule la consommation de Hoodia gordonii frais permette de bénéficier de son action coupe faim. Dans ce cas, un comprimé même fabriqué avec du vrai Hoodia gordonii n'aurait aucun effet.